# Gérard Plessers
Gérard Plessers  est un footballeur belge, né le 30 mars 1959 à Overpelt (Belgique).
Formé et révélé au Standard de Liège, il a été international de 1979 à 1985. Il évoluait comme milieu de terrain ou défenseur.

## Palmarès
- Vice-champion d'Europe en 1980
- Participation à la Coupe du monde 1982 en Espagne (2 matches)
- Champion de Belgique en 1982 et 1983 avec le Standard de Liège
- Vice-Champion de Belgique en 1980 avec le Standard de Liège
- Vainqueur de la Coupe de Belgique en 1981 avec le Standard de Liège
- Finaliste de la Coupe de Belgique en 1984 avec le Standard de Liège
- Vainqueur de la Coupe de la Ligue Pro 1975 avec le Standard de Liège
- Vainqueur de la SuperCoupe de Belgique en 1981 et en 1983 avec le Standard de Liège